# Lee megye (Észak-Karolina)
Lee megye az Amerikai Egyesült Államokban, azon belül Észak-Karolina államban található. Megyeszékhelye és legnagyobb városa Sanford. Lakosainak száma 63 285 fő (2020. április 1.). Lee megye Chatham, Harnett és Moore megyékkel határos.

## Népesség
A megye népességének változása:
| Lakosok száma | 57 904 | 58 568 | 59 579 | 60 266 | 59 660 | 63 285 |
|               | 2010   | 2011   | 2012   | 2013   | 2015   | 2020   |